# Người Việt tại Síp
Tính đến thời điểm hiện tại, cộng đồng người Việt Nam tại Cộng hòa Síp có khoảng hơn 12.000 người, chủ yếu sinh sống và làm việc tại các thành phố lớn như Limassol, Nicosia và Paphos. Đây là một trong những cộng đồng người Việt lớn nhất tại khu vực Địa Trung Hải, với sự hiện diện ngày càng rõ nét cả về văn hóa, kinh tế và xã hội.

## Tổ chức cộng đồng
Người Việt Nam tại Cộng hòa Síp là một cộng đồng người nhập cư ngày càng lớn mạnh. Cộng đồng này chủ yếu làm việc trong các lĩnh vực nông nghiệp, dịch vụ và chăm sóc sức khỏe, bên cạnh một bộ phận nhỏ là du học sinh và lao động có tay nghề cao. Người Việt tại Síp được biết đến với đời sống cộng đồng gắn kết và những nỗ lực gìn giữ bản sắc văn hóa dân tộc. Tết Nguyên đán là dịp đặc biệt quan trọng, được tổ chức thường niên với nhiều hoạt động văn hóa đặc sắc như trình diễn áo dài, múa lân, hát dân ca và các trò chơi truyền thống. 
Năm 2015, cộng đồng người Việt tại thành phố Limassol lần đầu tiên tổ chức chương trình đón Tết cổ truyền quy mô lớn, với sự góp mặt của các tiết mục nghệ thuật truyền thống và trang phục dân tộc vùng Tây Bắc, thu hút sự quan tâm không chỉ của kiều bào mà cả người dân bản địa. Hoạt động này được xem như một dấu mốc trong việc khẳng định sự hiện diện văn hóa của người Việt tại đảo quốc Địa Trung Hải này.

## Ngôn ngữ
Tính đến năm 2011, đã có 6.979 người nói tiếng Việt ở Síp.

## Nhân vật
- Phạm Phú Quốc (doanh nhân)